# Анак Агунг Геде Нгурах Пуспайога
Анак Агунг Геде Нгурах Пуспайога (индон. Anak Agung Gede Ngurah Puspayoga) — индонезийский политик балийского происхождения. Министр по делам кооперативов, малого и среднего бизнеса Индонезии (с 2014 года), вице-губернатор провинции Бали (2008—2013), мэр города Денпасар (2000—2008). Член Демократической партии борьбы Индонезии.

## Биография
Родился 7 июля 1965 года в Денпасаре. Окончил Университет имени Нгурах Рая.
В 2000 году избран мэром Денпасара. Ушёл с должности мэра в 2008 году, после того, как губернатор провинции Бали И Маде Манку Пастика назначил его вице-губернатором. в 2013 году баллотировался на пост губернатора Бали в паре с Девой Ньоманом Сукраваном, но проиграл выборы.
27 октября 2014 года президент Джоко Видодо назначил Анака Агунга Геде Нгураха Пуспайогу министром по делам кооперативов, малого и среднего бизнеса в Рабочем кабинете

## Семья
Анак Агунг Геде Нгурах Пуспайога женат на И Густи Аю Бинтанг Дармавати (индон. I Gusti Ayu Bintang Darmawati)